# 아시안 하이웨이 141호선
아시안 하이웨이 141호선(, AH141)은 말레이시아 슬랑오르주 클랑항에서 출발하여 피낭주의 게벵까지 이어주는 총 연장 272.3 km의 거리를 가진 국제 간선도로망이다. 그러나 이 도로는 아시안 하이웨이 노선망을 봐도 유일하게 말레이시아를 관통하고 있는 것으로 알려져 왔으며, 노선 번호 체계가 3자리 번호를 가지고 있다. 다른 노선은 AH140, AH142, AH143호선 등이 비슷한 케이스를 가지고 있다.